# (2510) Shandong
(2510) Shandong (1979 TH) – planetoida z pasa głównego asteroid okrążająca Słońce w ciągu 3,38 lat w średniej odległości 2,25 au. Odkryta 10 października 1979 roku.